# Юго-Западные острова (Палау)

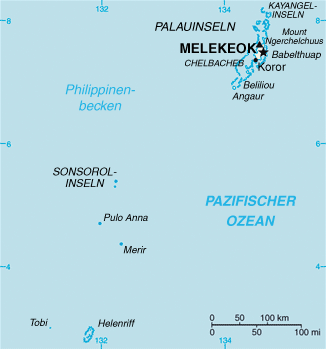

Юго-Западные острова (англ. Southwest Islands) — несколько маленьких островов, расположенных в Тихом океане, приблизительно в 600 км к юго-западу от главной островной цепи острова Палау и принадлежат этому государству. Острова расположенные на юго-западе от главного острова Палау (Бабелтуап) вблизи него, которые входят в состав штатов Корор, Пелелиу и Ангуар и Скалистых островов, не считаются частью Юго-Западных островов. Общая площадь 3,93 км², население 62 человека.
Юго-Западные острова образуют два штата (с севера на юг):
- Штат Сонсорол (площадь 3,3 км², население 39 человек)

| № | Остров        | Площадь, км² | Население, чел. (2000) | Координаты                       |
| - | ------------- | ------------ | ---------------------- | -------------------------------- |
| 1 | Фанна         | 0,54         | 0                      | 05°21′09″ с. ш. 132°13′32″ в. д. |
| 2 | Сонсорол      | 1,36         | 24                     | 05°19′28″ с. ш. 132°13′16″ в. д. |
| 3 | Пуло-Анна     | 0,50         | 10                     | 04°39′34″ с. ш. 131°57′49″ в. д. |
| 4 | Мерир         | 0,90         | 5                      | 04°19′27″ с. ш. 132°18′37″ в. д. |
|   | Штат Сонсорол | 3,30         | 39                     |                                  |

- Штат Хатохобеи (0,63 км², 23 человека)

| № | Остров              | Площадь, км² | Население, чел. (2000) | Координаты                       |
| - | ------------------- | ------------ | ---------------------- | -------------------------------- |
| 1 | Тоби (Хатохобеи)    | 0,60         | 20                     | 03°00′22″ с. ш. 131°07′26″ в. д. |
| 2 | Хелен (Хотсарихиэ)  | 0,03         | 3                      | 03°00′ с. ш. 131°11′ в. д.       |
| 3 | Транзит (Пиэраироу) | —            | —                      | 02°47′ с. ш. 132°32′ в. д.       |
|   | Штат Хатохобеи      | 0,63         | 23                     |                                  |

## Галерея

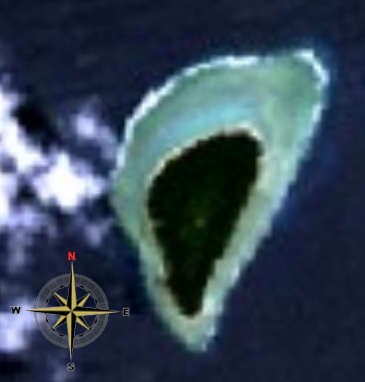
Хатохобеи
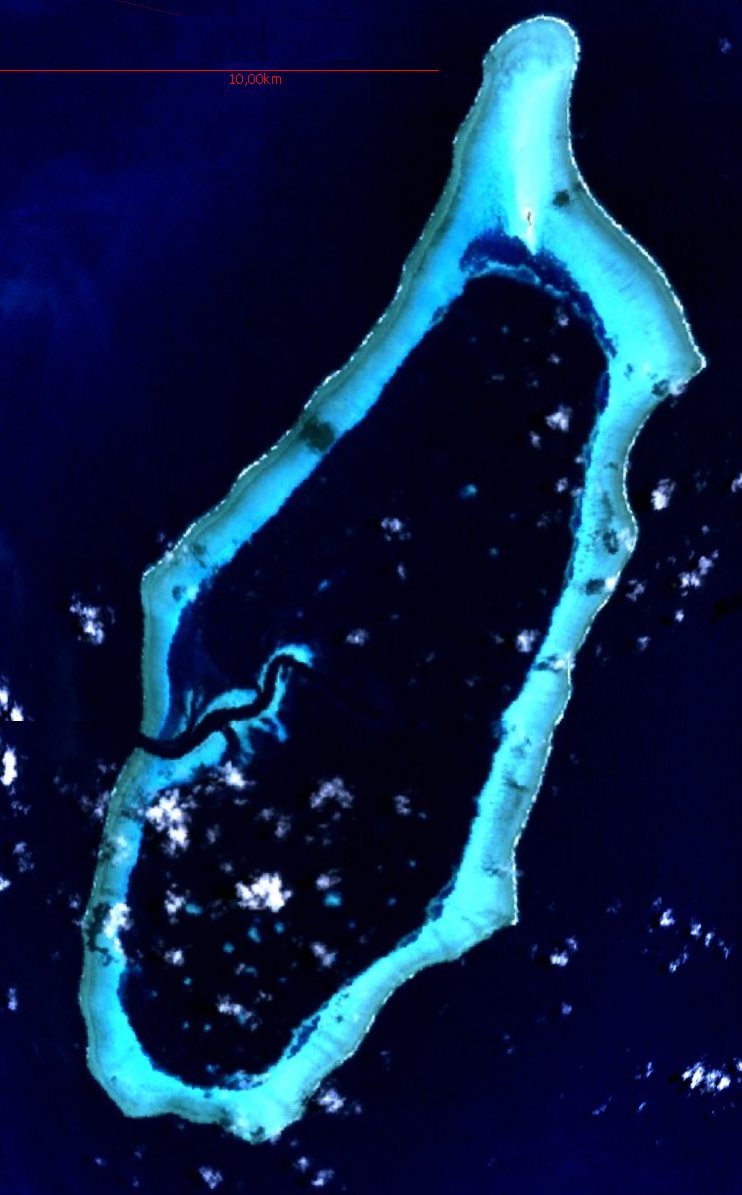
Риф Хелен
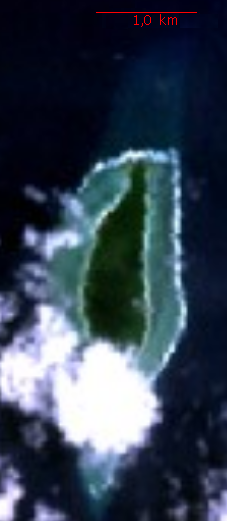
Мерир
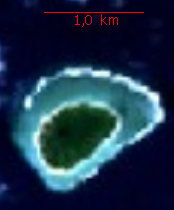
Пуло-Анна
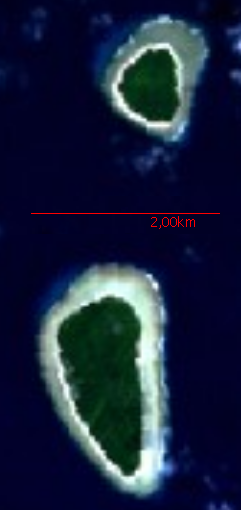
Сонсорол